# Червена лисица
Лисицата (Vulpes vulpes), наричана още и червена лисица е най-често срещаният вид лисици. Тя има най-широк ареал от всички сухоземни хищници. Те са най-големият вид в рода Лисици (Vulpes) и обитават Северна Америка и Евразия, както и части от Северна Африка.
През XIX век лисицата е пренесена в Австралия, но резултатите са отрицателни. Смята се, че тя нанася повече щети в сравнение с щетите, причинени от диви котки и зайцевидни.
Лисиците имат положително и отрицателно име сред хората. Лисиците са преносители на болести и бедствие за овчари и фермери, но също така са важни за кожарската индустрия. В съзнанието на българина лисицата е символ на хитрост и лукавост (виж хитрец), но в същото време е и символ на справедливост – в някои народни приказки лисицата се проявява като справедлив съдия или носи късмет на човек, когото съдят.
Японската лисица (Vulpes vulpes japonica) е подвид, който мигрирал от Индия в Китай и после в Япония.

## Общи сведения
Лисицата обикновено има оранжевочервен цвят на козината, с бял корем и черни уши и крака. Очите ѝ са златисто-жълти и имат отличителни вертикални отсечени зеници като при котките. Лисицата е много пъргава за представител на семейство кучета. Дългата ѝ рунтава опашка, която има характерни бели връхчета, осигурява равновесието ѝ при скокове и отскоци. В България освен обикновената лисица се среща и лисицата „въглищарка“. Тя притежава матовочервена космена покривка, няма характерното бяло петно на опашката и козината ѝ изглежда напръскана със сажди, от където всъщност идва и името ѝ.
Възрастната лисица има тегло 6 – 10 кг. Дължината на тялото и достига от 80 см до 110. Големината им е различна, като тези в Европа са по-големи от тези в Северна Америка. През есента и зимата козината ѝ пораства още повече, за да я предпазва от студ. Тази козина пада през пролетта и до края на лятото лисичата козина е къса.

## Разпространение
Обитават различни биотопи – от прерии и полупустини до гори, степ и лесостепи. Най-вече се среща по малките географски ширини, но ловува и далеч на север, като в тундрата се конкурира с полярната лисица. Могат да се видят в предградията и дори в градски райони като живеят на една територия с американския енот.

### България
В България се среща на различни места. Например в Малешевска планина. Среща се в резерватите Чупрене, Камчия, Узунбоджак, Славянка, Мантарица, Дупката, Червената стена, Ибър, Скакавица и Соколата, както и в парка Витоша и Лозенска планина.

## Начин на живот и хранене
Лисиците са всеядни. Хранят се с гризачи, насекоми, плодове, червеи, мърша, яйца, мишки и други малки животни. Използват особен метод за ловуване на мишки. Лисицата застива, слушайки и гледайки внимателно мишката, която е видяла. След това скача високо и забива предните си лапи върху мишката, притискайки я върху земята.
Имат 42 здрави зъба, с които хващат своята плячка. Консумират средно 0,5 – 1 кг храна на ден.

## Размножаване
Размножителният период на лисицата варира в зависимост от географския район, който тя обитава. Тези, които са на юг, се размножават през декември-януари; северните популации се размножават през февруари-април; а индивидите, които се намират между южните и северни лисици, се размножават през януари-февруари. Женските имат ежегоден еструс, който продължава 1 – 6 дена. Овулацията е спонтанна. Копулацията е шумна и кратка и трае не повече от 20 секунди. Въпреки че една женска може да се чифтоса с няколко мъжки (които се борят за нея), тя накрая избира да живее само с един.
Мъжките донасят храна на женските до и след раждането, а иначе по принцип я оставят с малките в „майчинската бърлога“. Средният брой лисичета на една майка са 5, като има описани случаи, когато майката има 13 лисичета. Малките се раждат слепи и тежат до 150 грама. Проглеждат до около 2 седмици и правят първи крачки извън бърлогата до 5 седмици. Майката ги отбива до 10-ата седмица.
През есента на същата година младите лисичета се разпръскват и заемат свои собствени територии. Достигат полова зрялост на 10 месеца и живеят около 12 години в плен и около 3 години в природата.

## Поведение
Поради обширния ареал, който обитава, лисицата има различно поведение. В „Биология и опазване на разред кучета в природата“, МакДоналд и Силеро-Зубири твърдят, че поведението на две популации лисици може да се различава така, все едно че са от два различни вида.
Тъй като са най-вече сумрачни животни с тенденция към нощен тип живот на местата, където има хора, лисиците са активни най-вече през нощта и по сумрак. По принцип ловуват поединично. Ако си намери повече храна, отколкото може да изяде, лисицата я скрива за по-късно.
Като цяло всяка лисица отстоява своята територия. Лисиците се чифтосват само през зимата, а през лятото си търсят храна. Териториите могат да са обширни (напр. 50 км2 когато храната е оскъдна), но на места, където храната е в изобилие, те са по-малки (не повече от 12 км2). Лисиците устройват по няколко бърлоги в тези територии. Те могат да бъдат иззети от предишни обитатели като например мармоти, или да бъдат направени наново. През зимата се използва една основна бърлога, където лисицата живее, ражда и отглежда малките. По-малките бърлоги са предназначени за аварийни случаи и за складиране на храна. Често тези по-малки бърлоги са свързани с основната посредством няколко тунела.
Обикновено лисиците са моногамни и се чифтосват през зимата, което спомага за отглеждането на 4 – 6 малки всяка година. На някои места обаче са налице полигамия и/или полигиния, като причините за това не са напълно изяснени. Някои лисичета бързо се разпръскват, когато достигнат полова зрялост (8 – 10 месеца). Понякога те остават в родната територия и помагат за отглеждането на следващите лисичета.
Не е постигнато съгласие за причината за това поведение тип „групов живот“. Според някои изследователи индивидите, които не се размножават, завишават вероятността малките да оцелеят, докато според други разликата е несъществена.
Лисиците комуникират с езика на тялото и с разнообразни вокализации (звуци). Гласовият диапазон е голям и звуците, които издават, могат да бъдат от тип „загубих се“ (три излайвания) до тип „писък“, близък до човешкото пищене. Те комуникират и с миризмата си, като маркират границите на храната и територията си с урина или фекалии.

## Допълнителни сведения
В горната част на опашката си, почти в основата ѝ, лисиците имат малко плешиво място. Когато си почиват, свити на кълбо, те често пъхат носа си там. На това място се намира жлеза, излъчваща мирис на горски теменужки. Теменужена жлеза имат както мъжките, така и женските лисици. Тя е особено ароматна през зимата. Учените не знаят все още за какво им служи тя.

### Икономическо влияние
Лисиците са смятани за заплаха за домашните птици, въпреки че тази заплаха е преувеличена. Лисиците са известни като преносители на бяс и могат да предадат тази болест на хората и други животни.
Тези животни могат да представляват проблем за хората по следните причини:
- нараняват и/или увреждат хората;
- причиняват или пренасят болест по домашните животни.

Кожата им е ценна и се отглеждат във ферми заради нея. Ловувани са за спорт, като във Великобритания например ловът на лисици е традиция, в която се включват кучета и преследвачи на коне. Лисиците също така може да окажат влияние върху популациите на малките гризачи и зайци и да разпръсват семена.
Тези животни могат да допринесат за човека по следните начини:
- с кожата си и друг ценен материал;
- като контролират популациите на вредители.

### Природозащитен статут
Според Конвенцията по международна търговия със застрашени видове от дивата фауна и флора лисицата е застрашен вид, но иначе популациите им са стабилни и са разширили своя ареал в съответствие с настъпването на човека.

### Значение за екосистемата
Червените лисици могат да окажат влияние върху популациите на животните, с които се хранят, като например гризачи и зайци. Те могат също така да разпространят семена, като ядат плодове.